# 여성조선
여성조선(女性朝鮮)은 조선일보의 계열사인 조선매거진에서 발행하는 여성전문잡지이다. 조선매거진의 발행잡지 중 하나이며 주로 여성 및 주부들의 성향과 가정,생활 등의 기사를 연재하고 있다. 매월 1회 발간되며 주독자층은 여성 및 주부층이다.

## 같이 보기
- 조선일보